# Ủy ban Trung ương Đảng Cộng sản Trung Quốc
Ủy ban Chấp hành Trung ương Đảng Cộng sản Trung Quốc (giản thể: 中国共产党中央委员会; phồn thể: 中國共產黨中央委員會; bính âm: Zhōngguó Gòngchǎndǎng Zhōngyāng Wěiyuánhuì, Trung Quốc Cộng sản đảng trung ương ủy viên hội) hay là Ban Chấp hành Trung ương Đảng Cộng sản Trung Quốc là cơ quan cao nhất trong Đảng Cộng sản Trung Quốc. Khoảng 350 thành viên và người thay thế được lựa chọn 5 năm một lần trong Đại hội Đảng toàn quốc. Số lượng các thành viên của Ủy ban Trung ương tăng lên nhanh chóng. Trong 30 năm qua, trung bình 62% của các thành viên của Ủy ban Trung ương Đảng được thay thế tại mỗi kỳ đại hội đảng. Ủy ban Trung ương hiện nay là kỳ 20 và có 204 thành viên và 172 dự khuyết (luân phiên).
Ủy ban Trung ương bổ nhiệm nhiều người quyền lực cao nhất ở Trung Quốc, bao gồm cả Tổng Bí thư và các thành viên của Bộ Chính trị, Ban Thường vụ Bộ Chính trị và Ủy ban Quân sự trung ương.
Ban Bí thư Ủy ban Trung ương là cơ quan làm việc của Bộ Chính trị và Ủy ban Thường vụ Quốc hội. Các thành viên của Ban Bí thư được đề cử do Ban Thường vụ Bộ Chính trị và được Ủy ban Trung ươngphê chuẩn. Các cơ quan trực thuộc Ủy ban Trung ương gồm Ban Tuyên truyền Trung ương, Ban Tổ chức Trung ương, Ban liên lạc đối ngoại Ủy ban Trung ương Đảng Cộng sản Trung Quốc, Ban Mặt trận Thống nhất Trung ương và những ban ngành khác.
Tất cả các ủy viên của Ủy ban Trung ương có quyền đề cử các thành viên của Bộ Chính trị Đảng Cộng sản Trung Quốc. Ngoài ra, có ủy viên dự khuyết. Các ủy viên dự khuyết Ủy ban Trung ương Đảng cũng có thể tham gia Ủy ban Trung ương Đảng, nhưng chỉ có quyền phát biểu và không có quyền bỏ phiếu. Khi một thành viên của Ủy ban Trung ương Đảng bị khuyết vì một số lý do, ủy viên dự khuyết được bầu thay thế theo số phiếu nhận được.
Ủy ban Trung ương Đảng Cộng sản Trung Quốc đã được thành lập kể từ Đại hội Đại biểu Toàn quốc Đảng Cộng sản Trung Quốc lần thứ 5 năm 1927, thay thế cho Ủy ban Chấp hành Trung ương Đảng Cộng sản Trung Quốc trước đây.

## Chức năng

### Triệu tập Đại hội Đại biểu Toàn quốc
Chức năng chính của Ủy ban Trung ương là triệu tập Đại hội Đại biểu Đảng Cộng sản Trung Quốc.
| “ | Điều 18 Đại hội Đại biểu Toàn quốc cử hành 5 năm 1 lần do Ủy ban Trung ương triệu tập.Ủy ban Trung ương nếu thất cần thiết, hoặc 1/3 cấp tỉnh tổ chức đề xuất yêu cầu thì Đại hội Đại biểu có thể được cử hành sớm; Nếu không có lý do hợp lệ thì không được trì hoãn cử hành. Địa điểm và biện pháp tuyển cử Đại hội Đại biểu Toàn quốc do Ủy ban Trung ương quyết định. | ” |

### Bổ nhiệm,miễn nhiệm nhân sự
Về phương diện chức năng nhân sự Ủy ban Trung ương là:
(1) Thông qua Hội nghị toàn thể 
- Bầu cử Bộ Chính trị.
- Bầu cử Ủy ban Thường vụ Bộ Chính trị.
- Bầu ra Tổng Bí thư, Tổng Bí thư phải là thành viên của Ủy ban Thường vụ Bộ Chính trị.
- Do Ủy ban Thường vụ Bộ Chính trị đề cử Ủy ban Trung ương toàn thể hội nghị thông qua Ban Bí thư Trung ương.

(2) Quyết định tổ chức thành viên của Ủy ban Quân sự Trung ương
| “ | Điều 22 Bộ Chính trị Trung ương, Ủy ban Thường vụ Bộ Chính trị và Tổng Bí thư do Hội nghị toàn thể Ủy ban Trung ương bầu cử. Điều 23 Tổ chức Đảng của quân Giải phóng Nhân dân Trung Quốc, phù hợp với các hướng dẫn công việc của Trung ương. Cơ quan công tác chính trị là Tổng cục Chính trị quân Giải phóng Nhân dân Trung Quốc, Tổng cục Chính trị chịu trách nhiệm quản lý quân đội và công tác chính trị. Quân đội Đảng Cộng sản Trung Quốc tổ chức thể chế do Ủy ban Quân sự Trung ương đề xuất quy định. | ” |

## Cơ cấu tổ chức
Theo Điều lệ Cơ quan Công tác Đảng Cộng sản Trung Quốc quy định "tổ chức làm việc của Đảng chủ yếu bao gồm các văn phòng (phòng), cơ quan chuyên môn, cơ quan biệt phái và cơ quan giúp việc".
Theo "Kế hoạch cải cách sâu rộng cơ cấu của Đảng và Nhà nước", ngoài Văn phòng Trung ương Đảng Cộng sản Trung Quốc, Trung ương Đảng còn có 5 cơ quan chuyên môn trung ương, 8 cơ quan giúp việc trung ương, 1 cơ quan biệt phái trung ương và 9 tổ chức trực thuộc trung ương. Ủy ban Trung ương Đảng có các thể chế sau:

### Bộ Chính trị Trung ương Đảng
Theo Điều lệ Đảng Cộng sản Trung Quốc, Bộ Chính trị và Ban Thường vụ thực hiện các chức năng và quyền hạn của Ủy ban Trung ương Đảng giữa hai Phiên họp toàn thể của Ủy ban Trung ương. Ban Bí thư Trung ương là cơ quan giúp việc của Bộ Chính trị và Ban Thường vụ; Được đề cử bởi Ban Thường vụ Bộ Chính trị và được Hội nghị toàn thể của Ủy ban Trung ương phê chuẩn.

### Cơ quan công tác Trung ương Đảng
- Văn phòng Trung ương Đảng Cộng sản Trung Quốc

#### Cơ quan chuyên môn Trung ương Đảng
- Ban Tổ chức Trung ương Đảng Cộng sản Trung Quốc
- Ban Tuyên truyền Trung ương Đảng Cộng sản Trung Quốc
- Ban Công tác Mặt trận Thống nhất Trung ương Đảng Cộng sản Trung Quốc
- Ban liên lạc đối ngoại Ủy ban Trung ương Đảng Cộng sản Trung Quốc
- Ủy ban Chính trị Pháp luật Trung ương Đảng Cộng sản Trung Quốc

#### Cơ quan giúp việc Trung ương Đảng
- Phòng Nghiên cứu Chính sách Trung ương
- Văn phòng Ủy ban An toàn Nhà nước Trung ương
- Văn phòng Ủy ban Công nghệ Thông tin và An ninh mạng Trung ương
- Văn phòng Ủy ban Phát triển Hội nhập Dân sự và Quân sự Trung ương
- Văn phòng Công tác Đài Loan Trung ương
- Văn phòng Ủy ban Tài chính Kinh tế Trung ương
- Văn phòng Ủy ban Đối ngoại Trung ương
- Văn phòng Ủy ban Cơ cấu biên chế Trung ương

#### Cơ quan biệt phái Trung ương
- Ủy ban Công tác Cơ quan Nhà nước và Ủy ban Trung ương Đảng Cộng sản Trung Quốc

#### Cơ quan trực thuộc
- Văn phòng Nghiên cứu Văn hiến Trung ương Đảng Cộng sản Trung Quốc
- Văn phòng Nghiên cứu Lịch sử Đảng Trung ương Đảng Cộng sản Trung Quốc
- Cục Biên dịch Trung ương Đảng Cộng sản Trung Quốc
- Nhân dân Nhật báo
- Tạp chí "Cầu thị"
- Quang Minh Nhật báo
- Học viện Cán bộ Phố Đông Trung ương
- Học viện Cán bộ Tỉnh Sơn Cương Trung ương
- Học viện Cán bộ Diên An Trung ương